# Nikolai Sergejewitsch Trubetzkoy

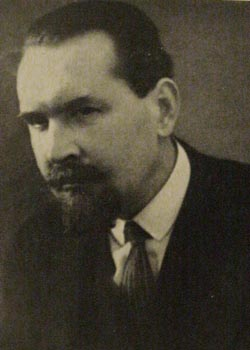
N. S. Trubetzkoy

Fürst Nikolai Sergejewitsch Trubetzkoy (russisch Николай Сергеевич Трубецкой, wiss. Transliteration Nikolaj Sergeevič Trubeckoj; Betonung: Nikolái Sergéjewitsch Trubetzkóy, * 4.jul. / 16. April 1890greg. in Moskau; † 25. Juni 1938 in Wien) war ein russischer Linguist und Ethnologe sowie einer der Begründer der Phonologie.

## Biografie
Trubetzkoy stammte aus der alten russischen Adelsfamilie Trubezkoi. Sein Vater, Fürst Sergei Trubezkoi, war ordentlicher Professor für Philosophie in Moskau und auch Rektor der Universität ebenda. Schon früh begann er, sich mit Sprachwissenschaft und Ethnologie zu beschäftigen. Seinen ersten Artikel veröffentlichte er 1905, von 1908 bis 1913 studierte er an der Moskauer Universität und promovierte 1913 mit einer Arbeit „Über die Bezeichnungen des Futurums in den wichtigsten indogermanischen Sprachen“. 1916 habilitierte er sich für vergleichende Sprachwissenschaft und Sanskrit.
1917 reiste er in den Kaukasus, wo ihn die Oktoberrevolution überraschte, 1918 wurde er kurzzeitig Professor in Rostow am Don, 1920 emigrierte er, gezwungen durch die politischen Entwicklungen, nach Bulgarien, wo er als Dozent für slawische Philologie an der Universität Sofia lehrte. 1922 wurde er als Professor an die Universität Wien berufen. Im Jahre 1938 starb Trubetzkoy an einem Herzinfarkt, kurze Zeit nachdem die Gestapo ihn wegen eines kritischen Artikels über den Nationalsozialismus verhört und sein Archiv beschlagnahmt hatte.
Trubetzkoy erweiterte die Sprachwissenschaft um das Teilgebiet der Phonologie. Mit Trubetzkoys Lehrtätigkeit ist in Wien und von Wien aus eine neue Epoche der Sprachwissenschaft angebrochen: Früher wurde Sprache vor allem als geschriebene Sprache interpretiert, die von ihm entwickelte neue Art der Sprachbetrachtung bezog sich zum ersten Mal auf eine funktionslogische Betrachtung der Sprache (Laute, Phoneme). 1929 schlug er den Begriff Morphonologie vor.
Kurz vor seinem Tod wurde er als auswärtiges Mitglied in die Königlich Niederländische Akademie der Wissenschaften aufgenommen.

## Phonologie
Trubetzkoys Theorie der Phonologie, formuliert vor allem in seinem Buch Grundzüge der Phonologie (1939), das erst nach seinem Tode erscheinen konnte, bedeutete einen wesentlichen Beitrag zur Entwicklung der Phonologie als einem Teilgebiet der Linguistik. Trubetzkoy betont den Status des Phonems als einer abstrakten, aber funktional relevanten Einheit zur Unterscheidung lexikalischer Einheiten. Er analysiert die Phoneme in einer Sprache als ein System distinktiver Oppositionen bilden und untersucht die Phonemsysteme einer Reihe von Sprachen. In den Schlusskapiteln analysiert er auch die Rolle suprasegmentaler Einheiten, immer als Teil der Lautstruktur von Sprachen, und entwickelt das Konzept der Markiertheit. Die Entwicklung der Morphophonologie als einem Schnittpunkt von Morphologie und Phonologie gehört ebenfalls zu seinen Verdiensten. 

## Agitator für den Eurasismus
Siehe Hauptartikel: Eurasismus
In den 1920er Jahren propagierte Trubetzkoy an führender Stelle den Eurasismus, eine ideologische Strömung im russischen Exil, die sich unter anderem auf die Werke Wladimir Solowjows stützte. Sie strebte eine Führungsrolle Russlands in einem künftigen geeinten, riesigen Eurasien an.
Diese Bewegung zerfiel nach wenigen Jahren durch innere Uneinigkeit und nach Unterwanderung durch den sowjetischen Geheimdienst. Seit Anfang der 1990er Jahre wurde sie durch den Neo-Eurasisten und Nationalbolschewisten Alexander Dugin wiederbelebt.

## Veröffentlichungen
- Europa und die Menschheit. Mit einem Vorwort von Otto Hoetzsch. Drei Masken Verlag, München 1922.
- Polabische Studien. Hölder-Pichler-Tempsky, Wien 1929.
- Das morphonologische System der russischen Sprache (= Travaux du Cercle Linguistique de Prague. 5). Harrassowitz, Leipzig 1934; Vandenhoeck & Ruprecht, Göttingen 1958.
- Anleitung zu phonologischen Beschreibungen. Harrassowitz, Leipzig 1935.
- Grundzüge der Phonologie (= Travaux du Cercle Linguistique de Prague. 7). Prag 1939 [postum]; Nachdruck: Göttingen: Vandenhoeck & Ruprecht 1958; 7. Auflage: Vandenhoeck & Ruprecht, Göttingen 1989, ISBN 3-525-26401-1.
- Altkirchenslavische Grammatik. Schrift-, Laut- und Formensystem. Hrsg. von Rudolf Jagoditsch. Rohrer, Wien 1954; Böhlau, Graz/Wien/Köln 1968.
- Die russischen Dichter des 18. und 19. Jahrhunderts. Abriss einer Entwicklungsgeschichte. Hrsg. von Rudolf Jagoditsch. Böhlau, Graz/Köln 1956.
- Dostoevskij als Künstler. Mouton, Den Haag/London/Paris 1964.
- N. S. Trubetzkoy’s letters and notes. Mouton, Berlin/New York/Amsterdam 1985, ISBN 3-11-010593-4.
- Opera slavica minora linguistica. Verlag der Österreichischen Akademie der Wissenschaften, Wien 1988, ISBN 3-7001-1422-2.
- Russland – Europa – Eurasien. Ausgewählte Schriften zur Kulturwissenschaft. Hrsg. von Fedor B. Poljakov. Verlag der Österreichischen Akademie der Wissenschaften, Wien 2005, ISBN 3-7001-3329-4.